# Кейт Хейхое
Катерин Эйвелин Хейхое (родилась 9 апреля 1955, Лос-Анджелес) американский редактор и кулинарный автор. Автор многочисленных гастрономических кулинарных книг.

## Биография

### Образование
Кейт родилась в Лос-Анджелесе, Калифорния. Она окончила техасский университет, получив степень магистра на факультете радио и телевидения.

### Карьера
В 1994 году Кейт стала соучредителем электронного гастрономического справочника Gourmet Guide, одного из первых веб-сайтов в еде и кулинарии. С тех пор Кейт является членом Международной Ассоциации Профессиональных Кулинаров. В 1995 году она создала кулинарные сайты для интернет-портала America Online и в 1996 году запустила The Global Gourmet веб-сайт, который объединился с Global Gourmet в 1998. В настоящее время, Кейт работает исполнительным редактором The Global Gourmet и ежемесячно выпускает рубрику о кулинарии.
Как редактор Кейт Хейхое писала для таких журналов как Better Homes and Gardens, Saveur, Cooking Pleasures, Chile Pepper, Great Chefs и др.
Кейт придумала термин cookprint, который включает в себя понятие всех ресурсов, используемых для приготовления пищи. Включая все ингредиенты, усилия, воду, используемую для приготовления блюда, и даже отходы.

## Личная жизнь
Кейт Хейхое замужем за Томасом Вей, который к тому же является ее бизнес-партнером. В настоящее время пара живет неподалеку от города Остин, Штат Техас.

## Книги
- Готовим вкусно и полезно (Cooking Green, 2009)
- Барная еда в вашем доме (Great Bar Food at Home, 2007)
- Небольшой справочник о барбекю (The Stubbs Bar-B-Q Cookbook, 2007)
- Мировой атлас еды (A World Atlas of Food, 2006)
- Мачо Начос: 50 начинок, соусы и паштеты для неотразимых закусок и легких блюд (Macho Nachos: 50 Toppings, Salsas, and Spreads for Irresistible Snacks and Light Meals, 2003)
- Пожиная мечты: сказка о Золушке и домашнем виноделии (Harvesting the Dream: The Rags-to-Riches Tale of the Sutter Home Winery, 2003)
- Курятина в каждом доме (A Chicken in Every Pot, 2003)
- Готовим вметсте с детьми. Для чайников (Cooking with Kids for Dummies, 1999)